# Baie géminée

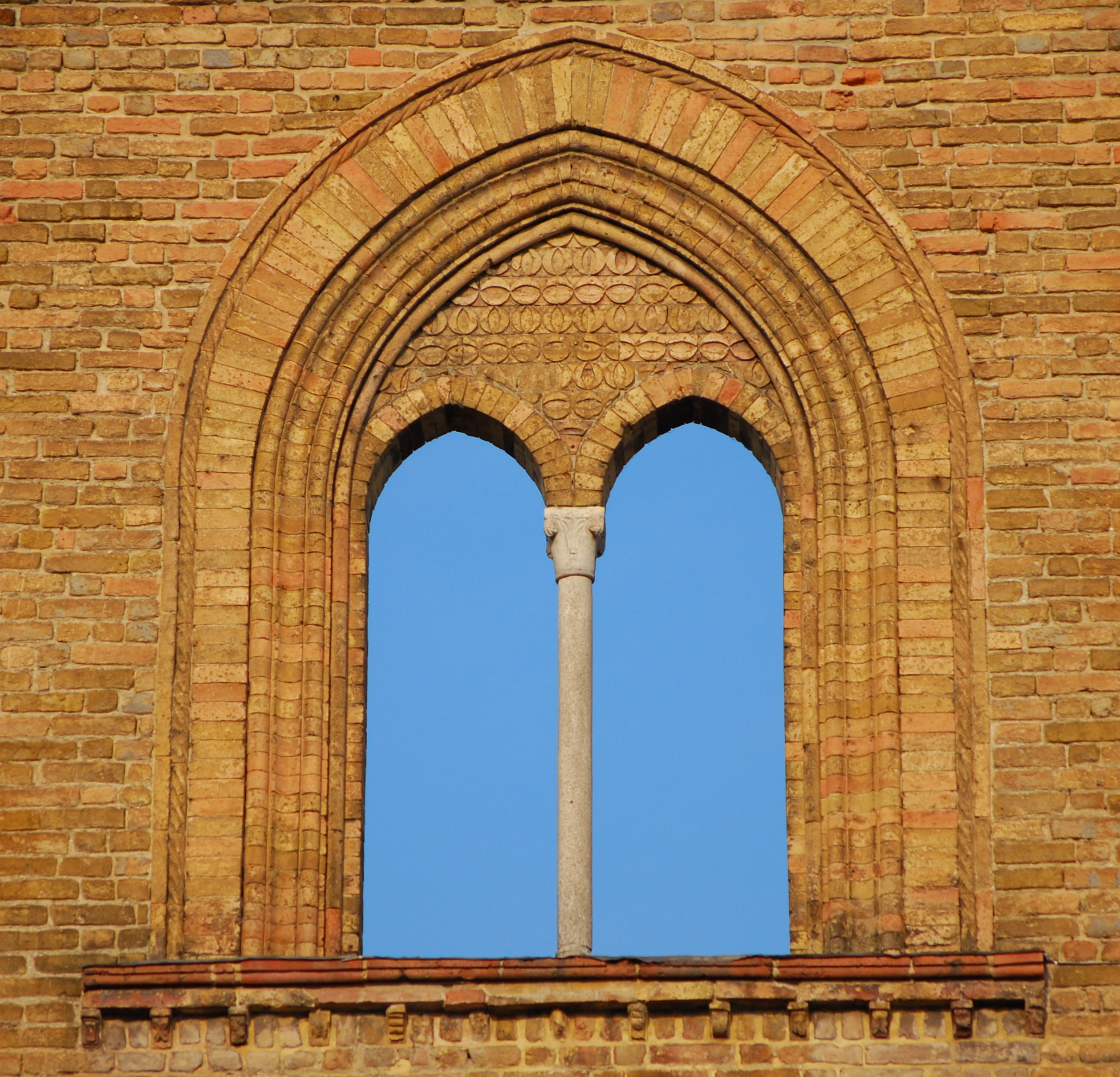
Une fenêtre à meneaux de style gothique, église San Francesco, Lodi (Italie)

Une baie géminée est une baie juxtaposée à une autre baie de même grandeur, séparées par une colonnette ou un petit pilier appelé meneau sur lequel reposent deux arcs en plein cintre ou brisé. Le mot italien  bifora est parfois utilisé.
Adolphe Berty donne la définition suivante dans son Dictionnaire de l'architecture du Moyen Âge, en 1845 :

« Une baie géminée est celle qui se trouve subdivisée en deux autres. »

Les deux baies peuvent être surmontés par un autre arc commun, un ornement, un blason ou encore une ouverture circulaire insérée dans l'espace entre les deux arcs.
Les baies géminées apparaissent à la fin de l'Antiquité. On les trouve dans l'architecture paléochrétienne et byzantine (comme à Ravenne), où l'on trouve aussi des baies triples et quadruples, ou encore dans l'architecture wisigothique. Elles sont également abondamment reprises par l'architecture musulmane en Espagne. Elles sont très répandues dans l'architecture romane au XIe et au XIIe siècle et restent tout aussi communes dans l'architecture gothique, où elles deviennent un motif ornemental des fenêtres et des clochers. On les retrouvent aussi sur certains monuments de style Renaissance. Cet élément architectural est peu utilisé après la Renaissance, puis revient en vogue au XIXe siècle à une époque où les styles néo-byzantin, néo-roman, néo-gothique et néo-Renaissance sont populaires.
Les baies géminées sont historiquement répandues en Italie où l'on peut observer des exemples anciens. D'où le nom de bifora issu de l'italien. En italien, on utilise également les termes de monofora, trifora, quadrifora et polifora pour des fenêtres qui ont respectivement : une, trois, quatre baies et plus.

## Galerie d'images

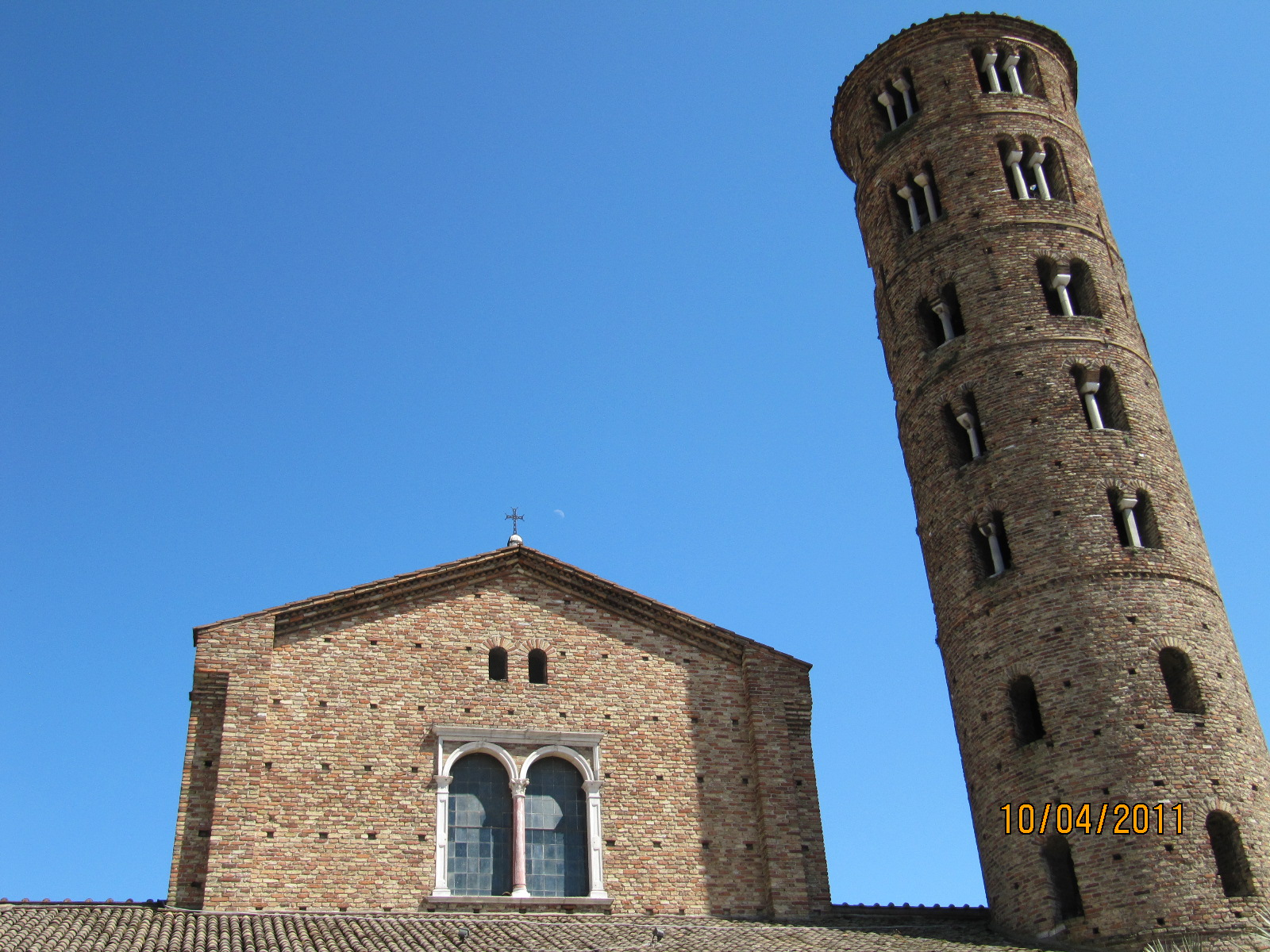
Baie géminée paléochrétienne de la basilique Saint-Apollinaire-le-Neuf de Ravenne, Ve siècle.
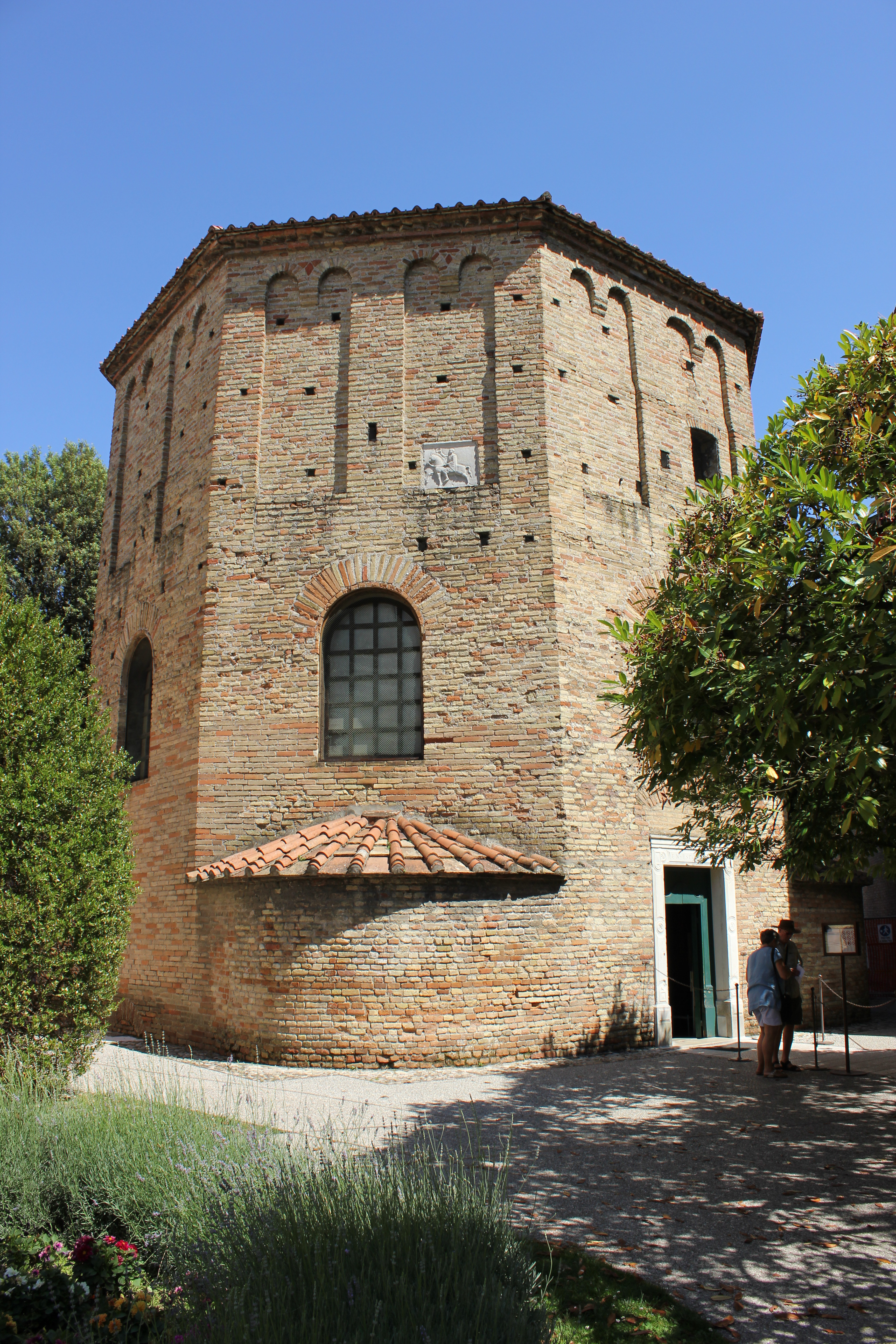
Arcature aveugles géminées du baptistère des Orthodoxes de Ravenne Ve siècle.
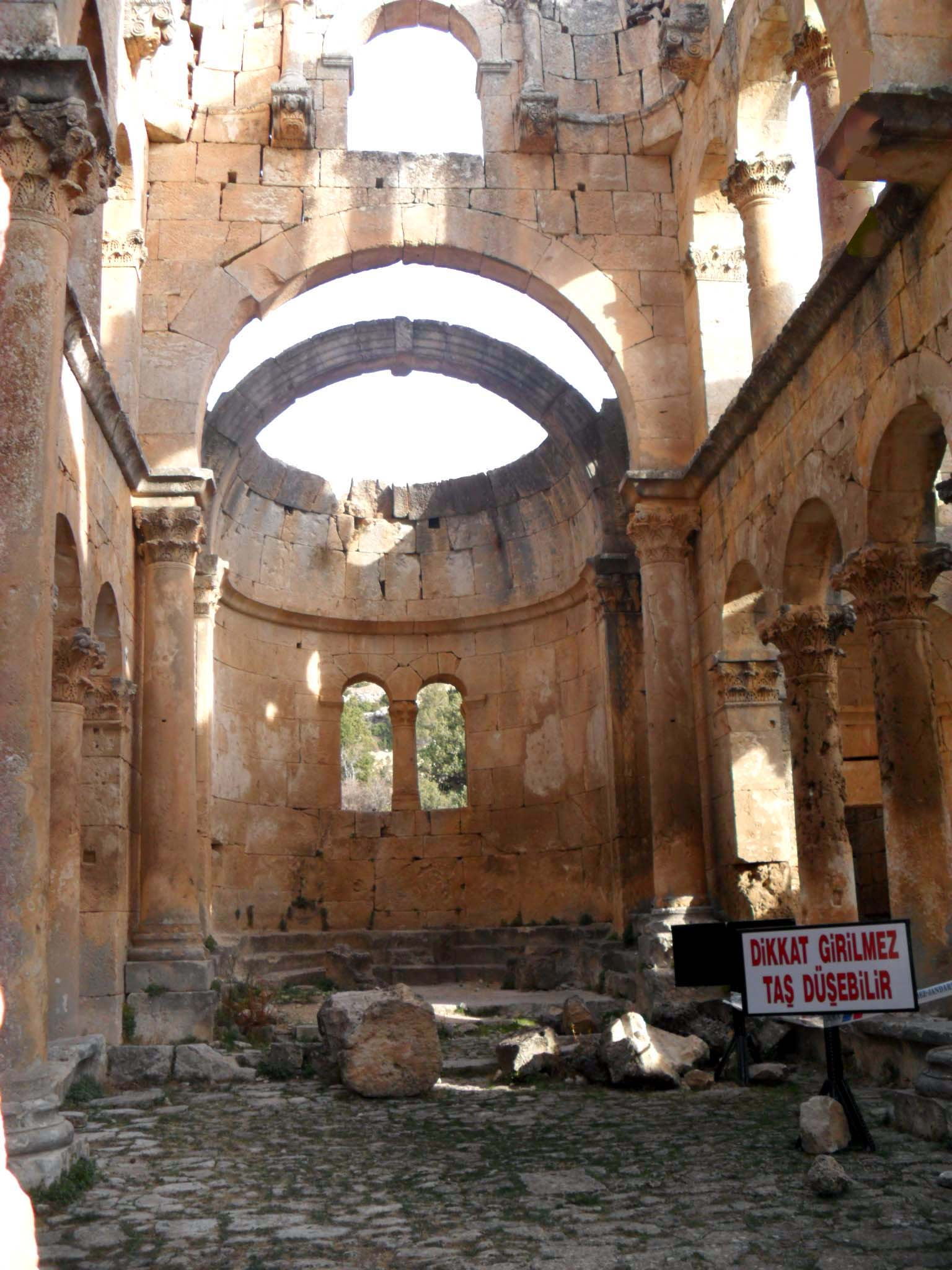
Baie géminée paléochrétienne du monastère d'Alahan, Ve siècle.
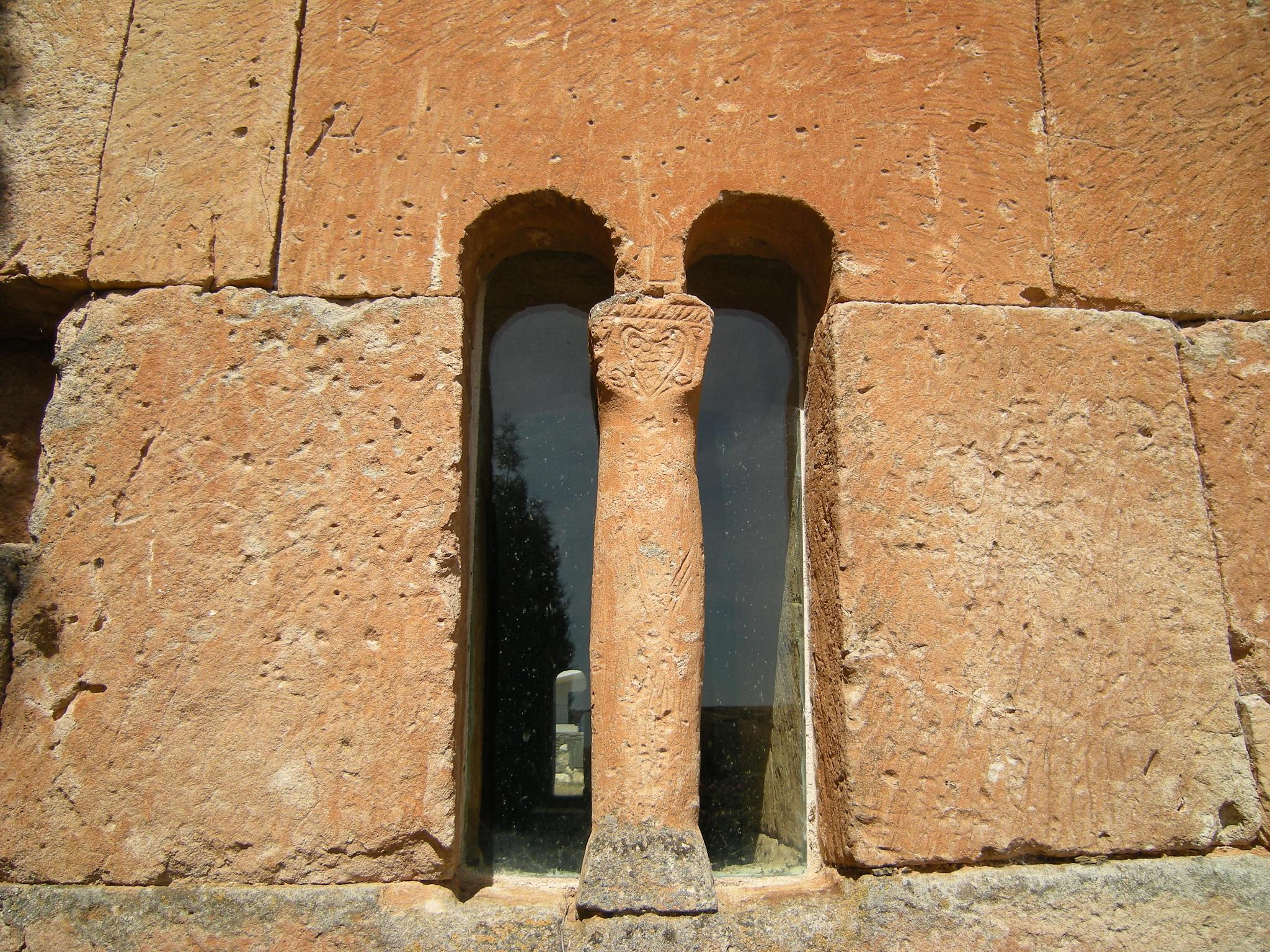
Baie géminée wisigothique, de l'église de San Pedro de la Nave, vers 700.
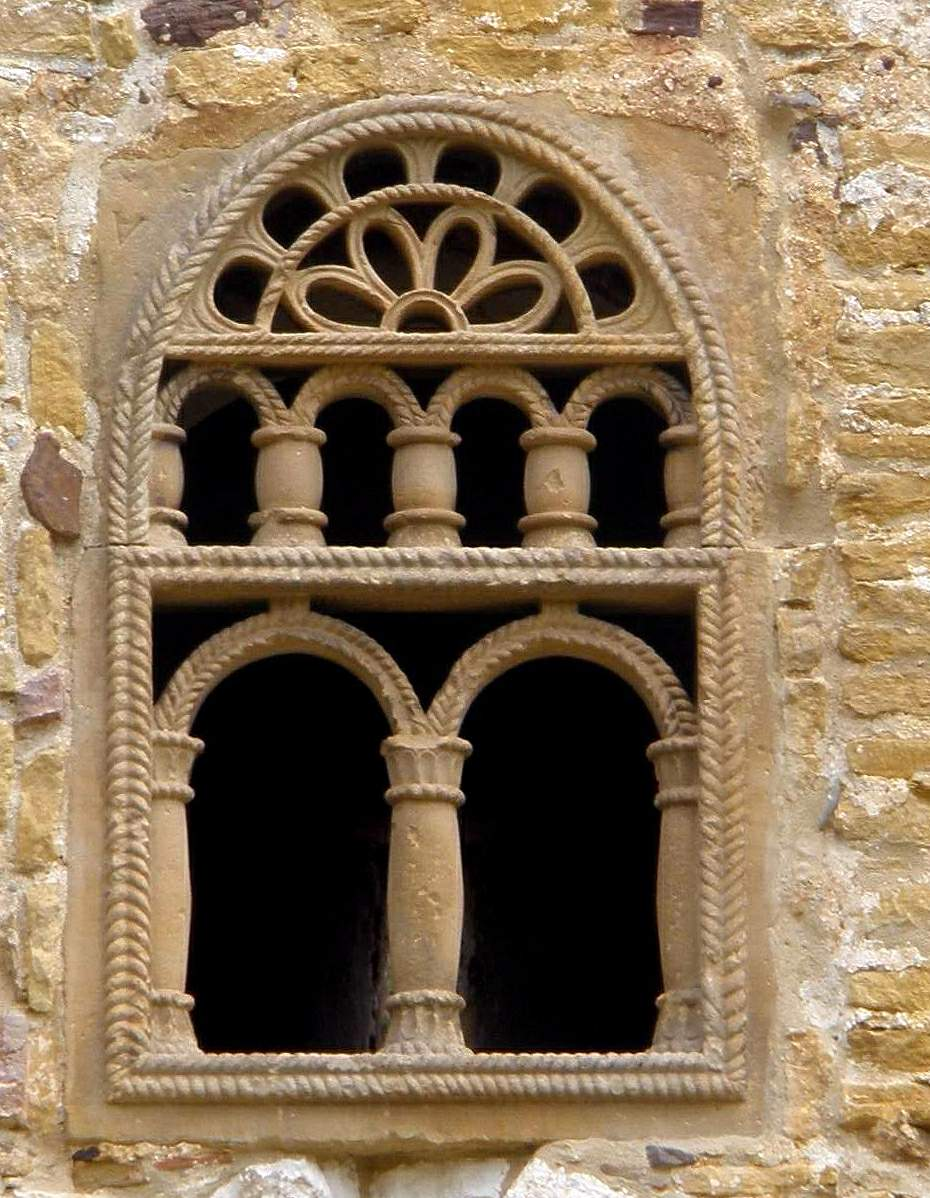
Baie géminée asturienne de l'église Saint-Michel-de-Lillo d'Oviedo, IXe siècle.
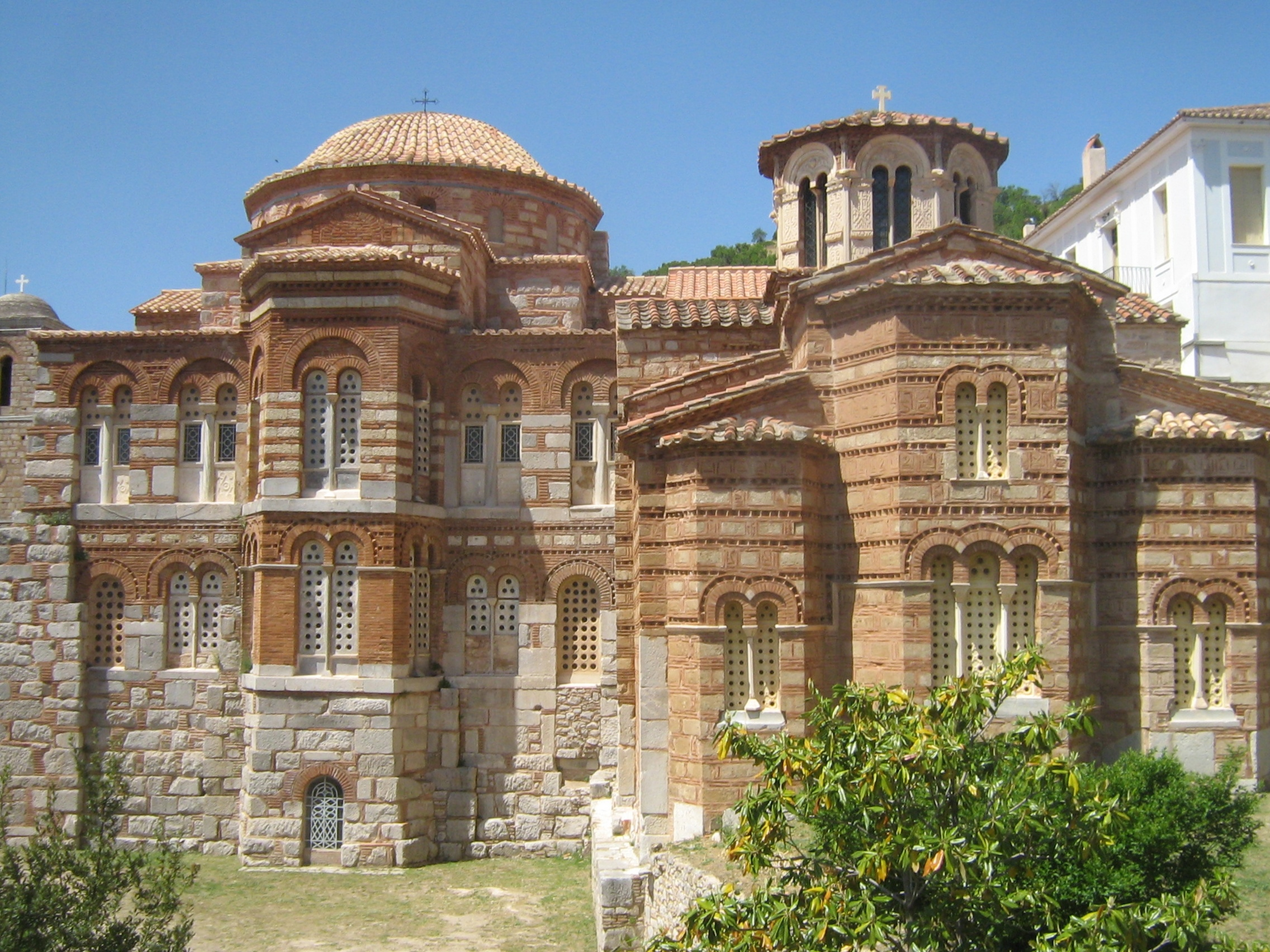
Baies géminées byzantines du monastère d'Osios Loukas, XIe siècle.
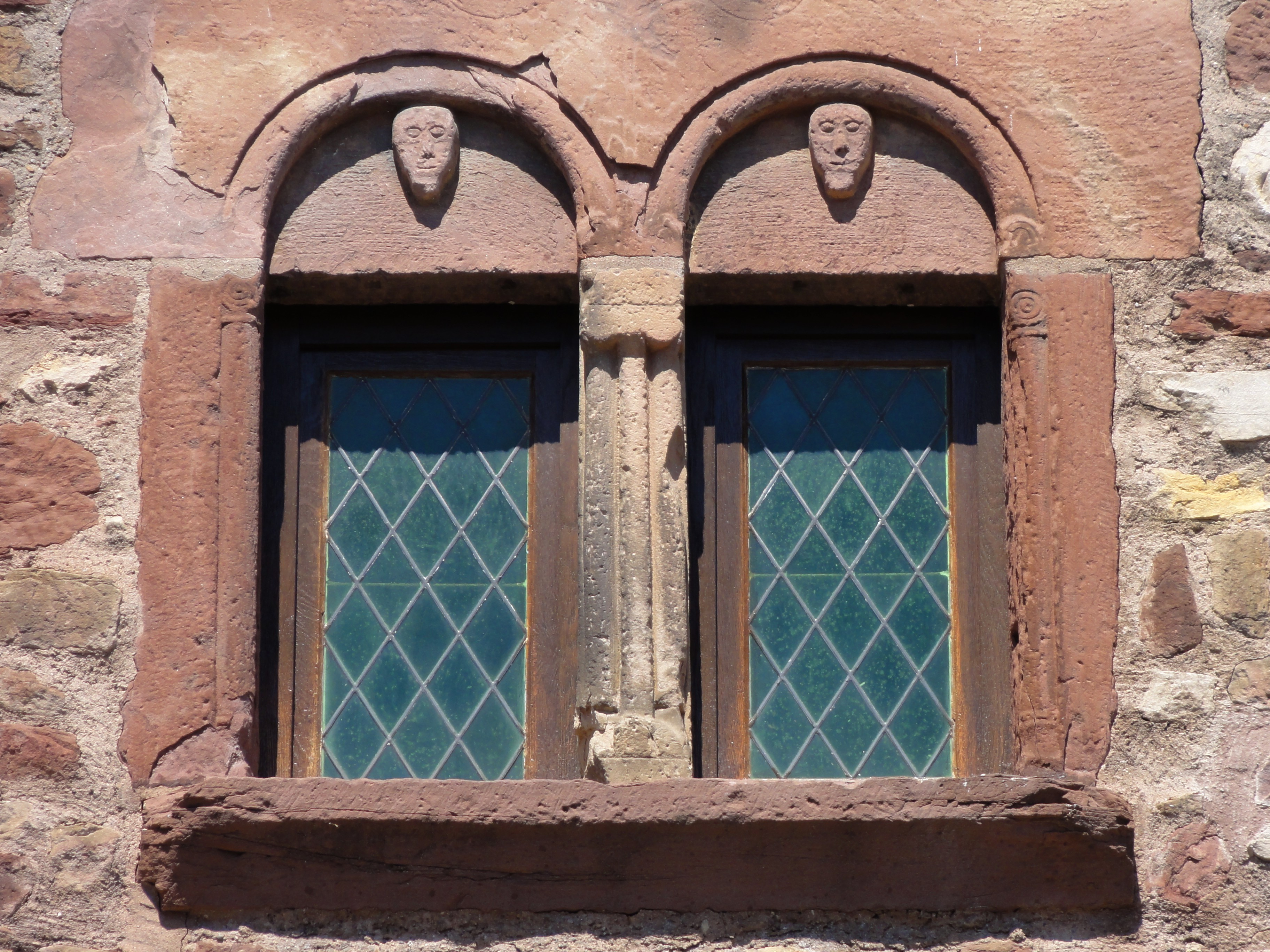
Maison romane de Rosheim
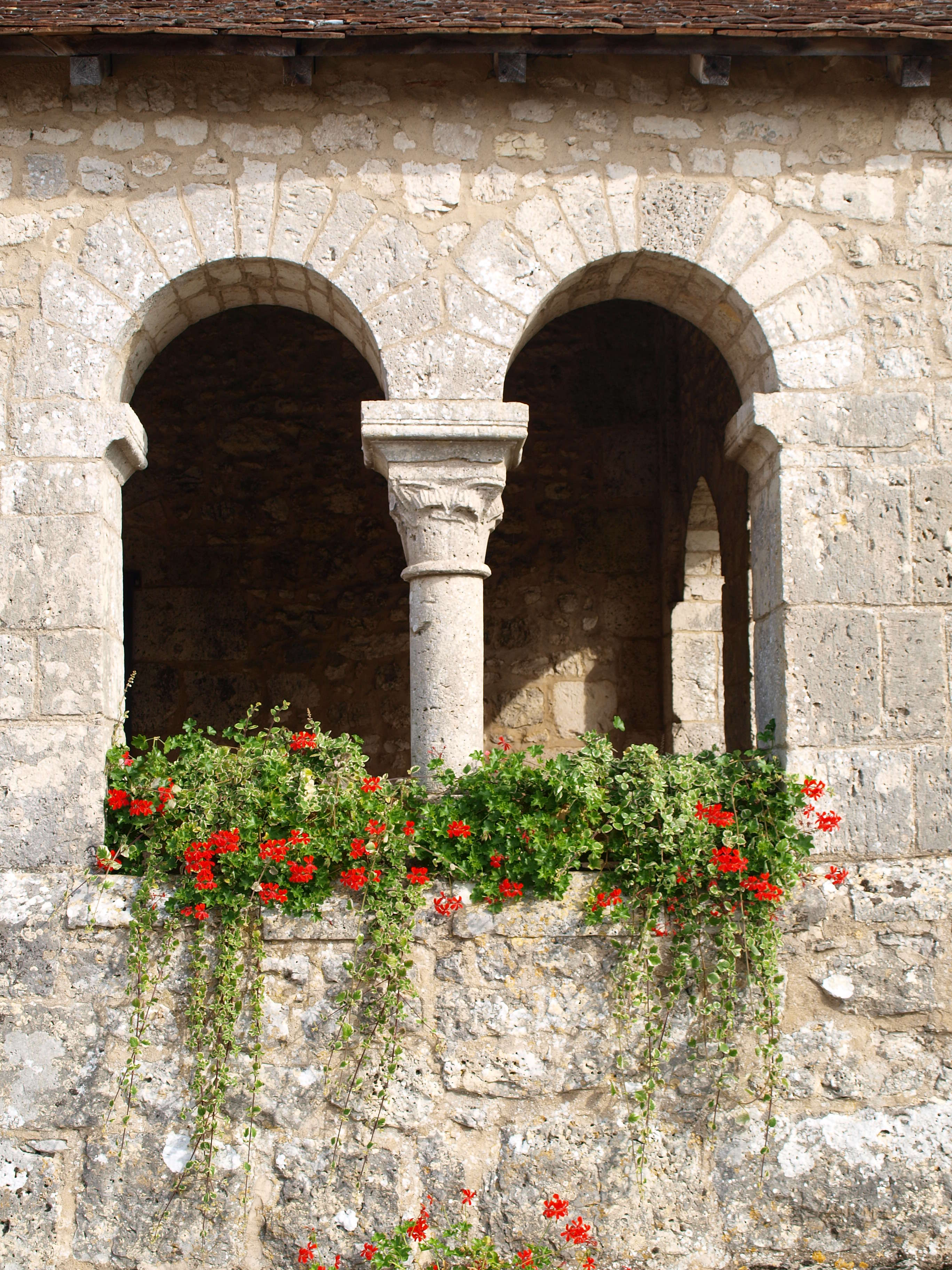
Caquetoire de l'église de Préfontaines
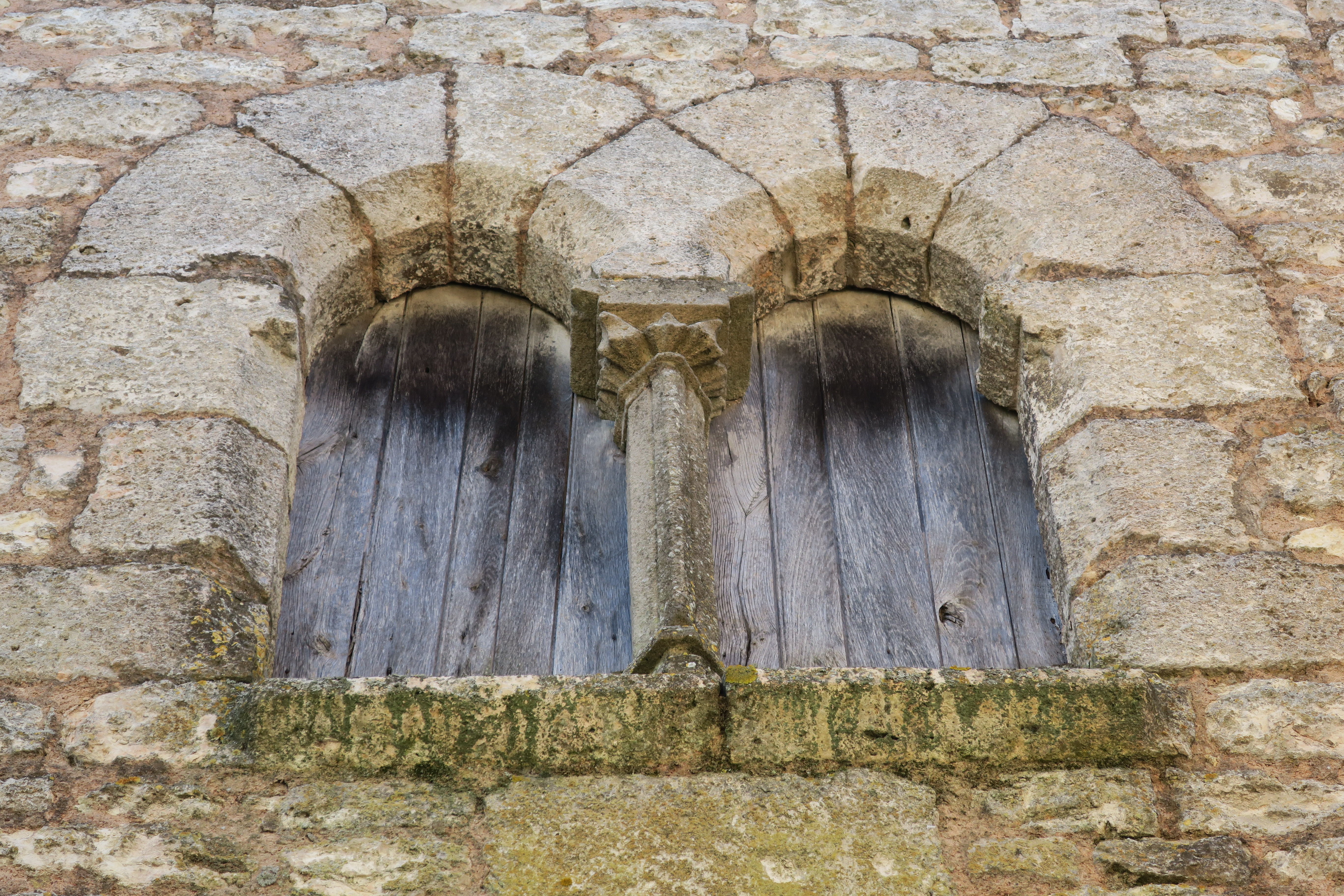
Maison de Castelnau-de-Montmiral
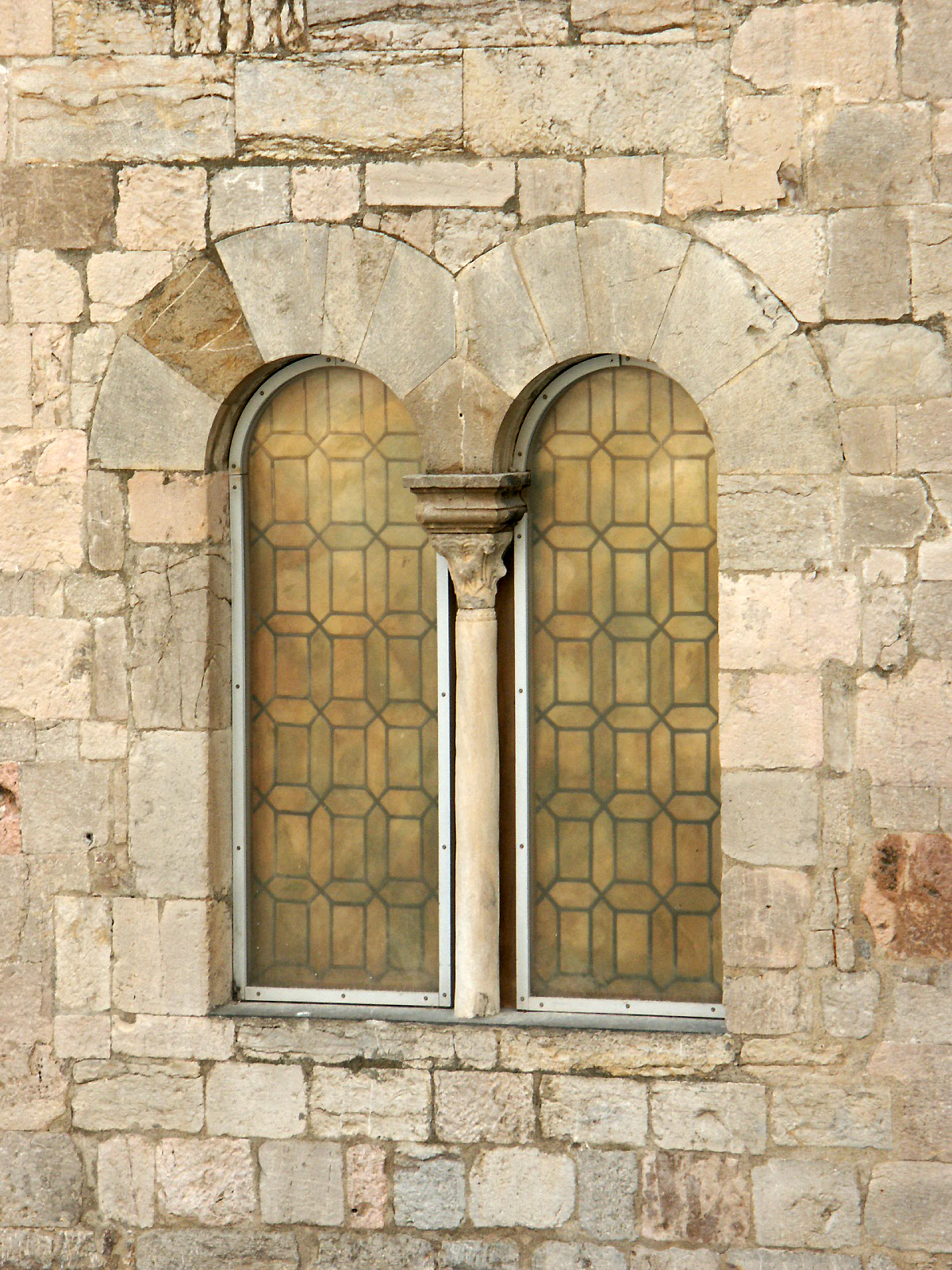
Chapelle Saint-Blaise d'Hyères
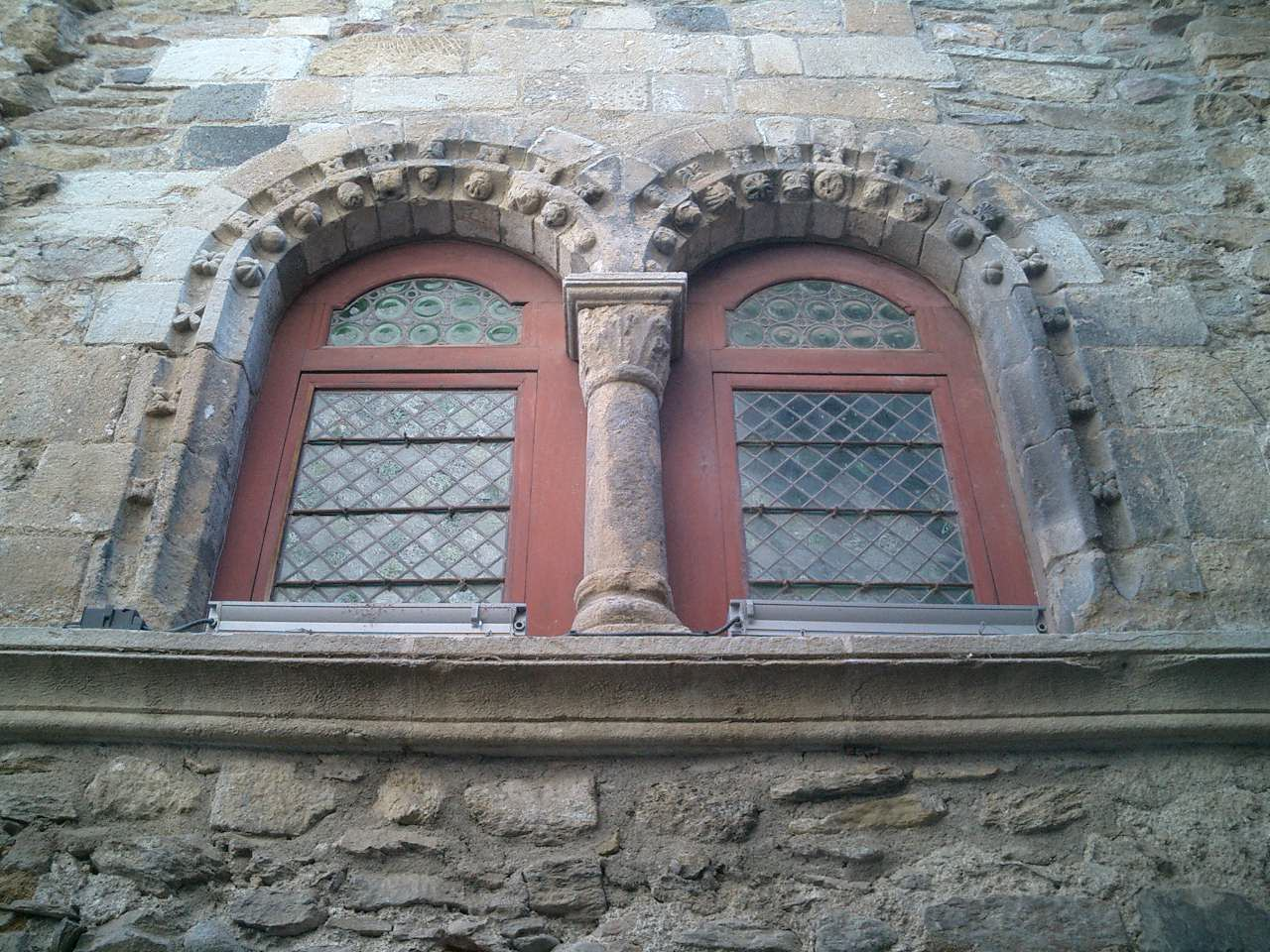
Maison à Blesle
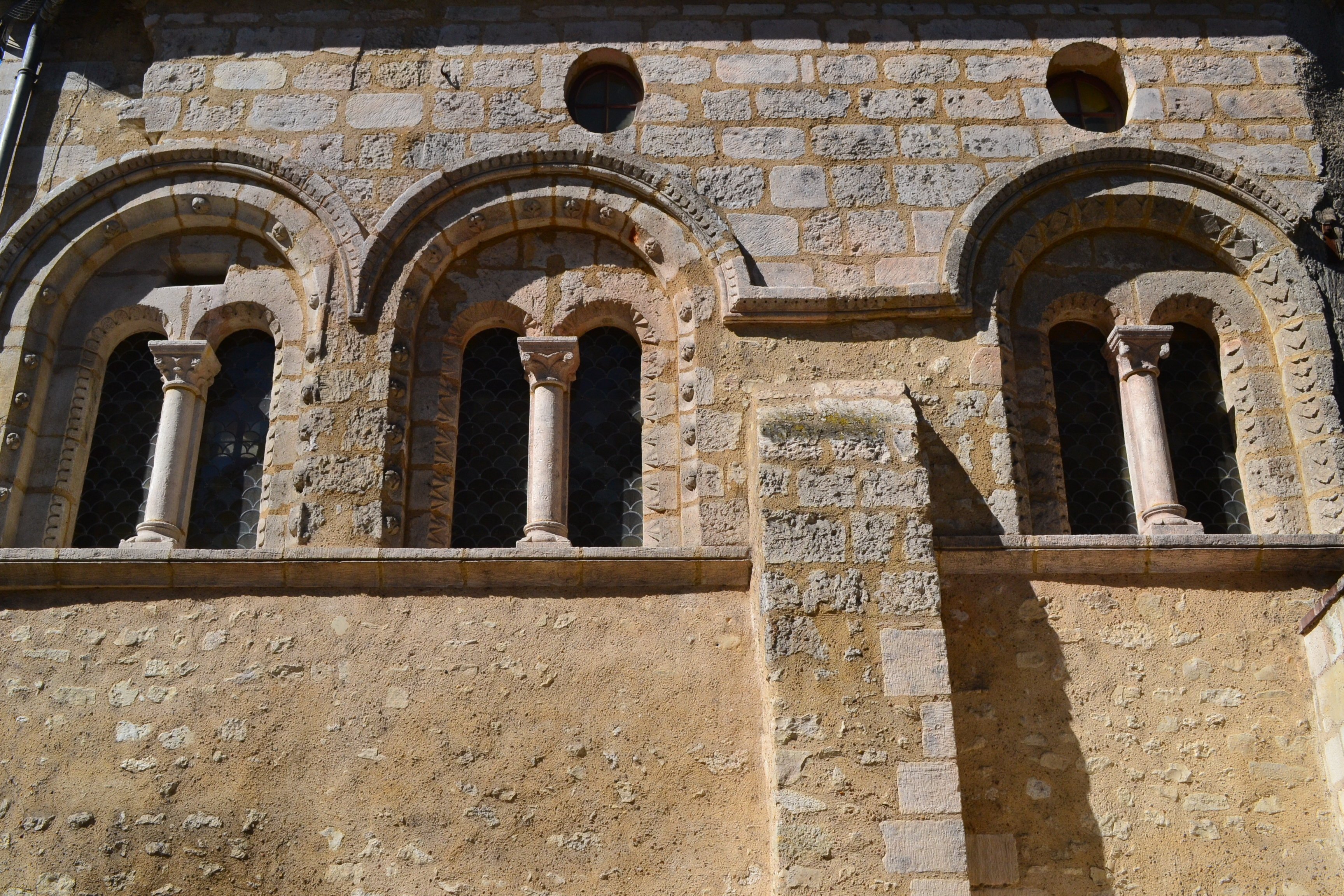
Logis des Hôtes de Vendôme
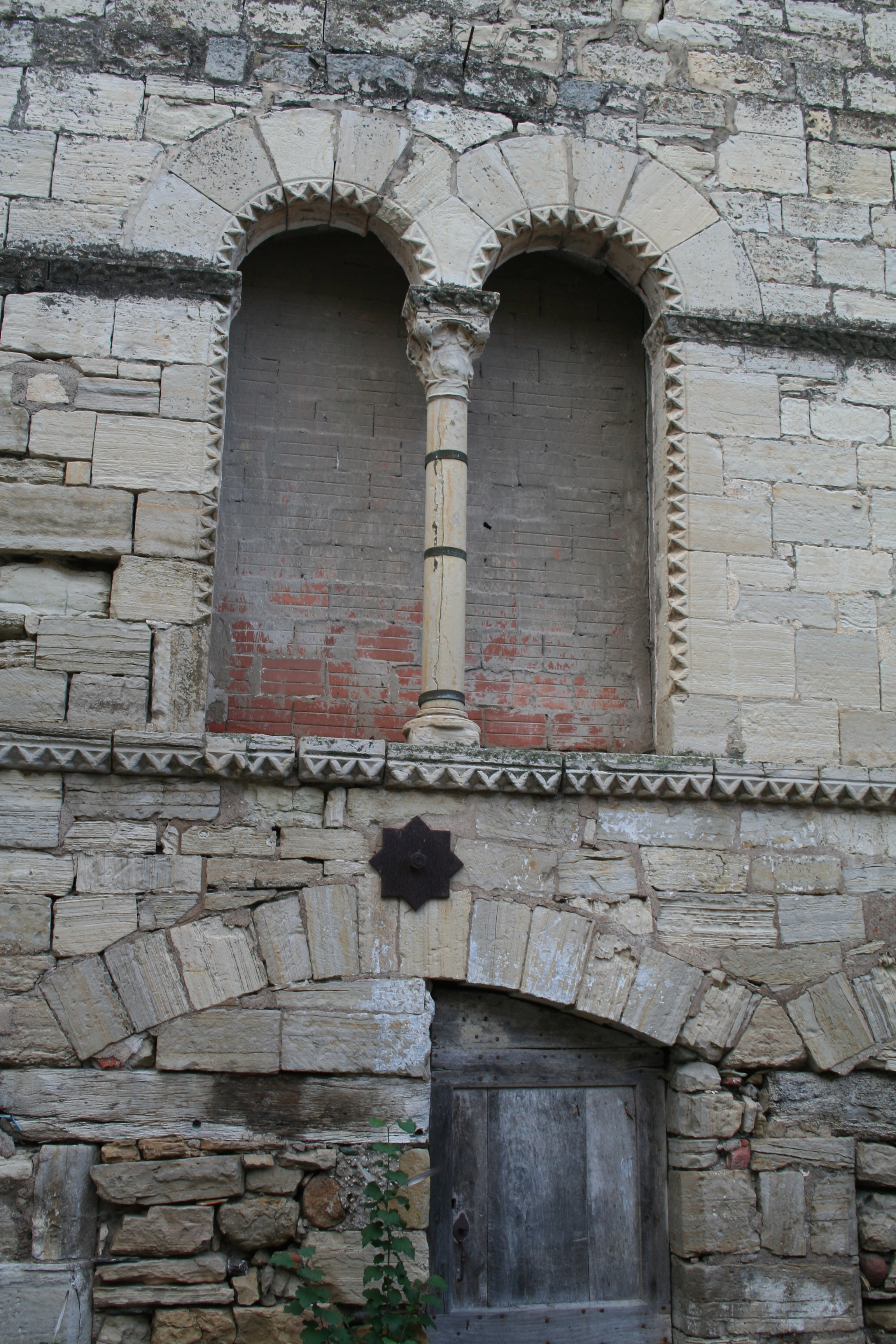
Baie géminée de l'hôtel des Monnaies de Villemagne-l'Argentière
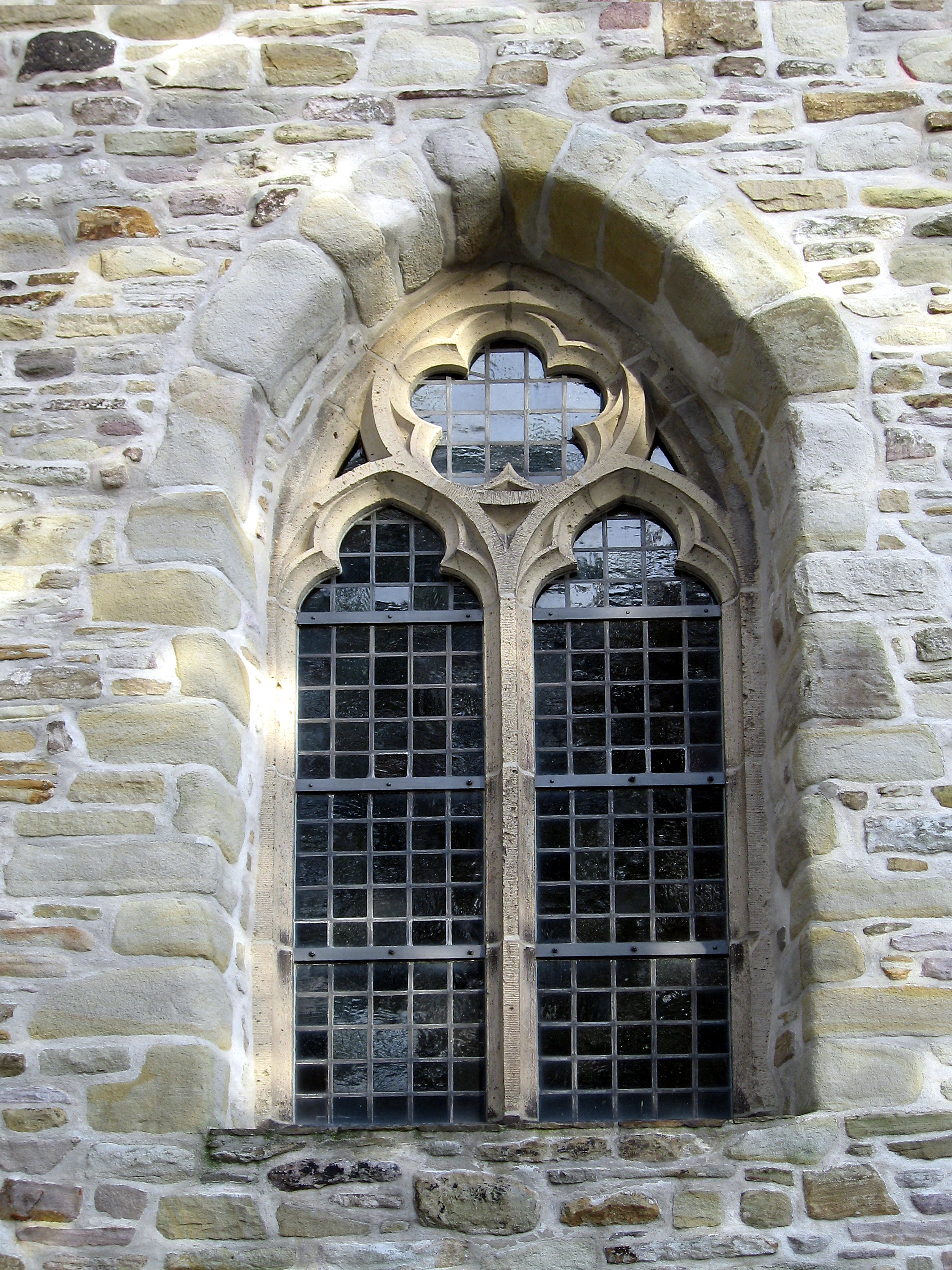
Baie géminée gothique à dessus ajouré (avec tracerie), Bochum-Stiepel (Allemagne)
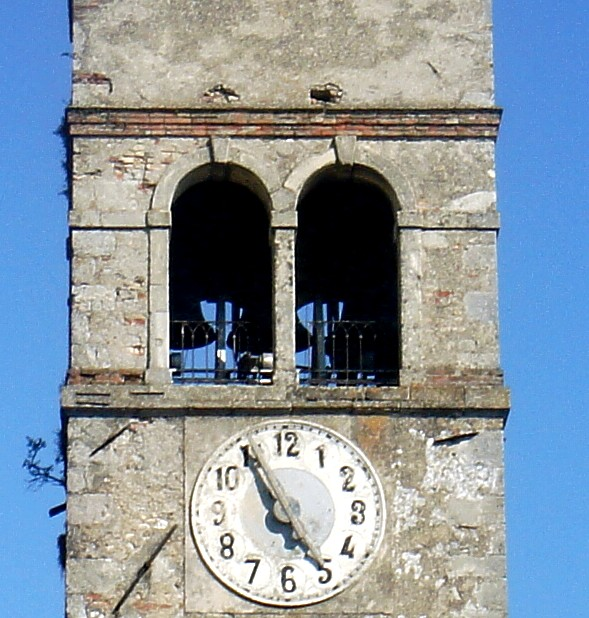
Baie géminée médiévale, tour de Castello Roganzuolo (Italie)
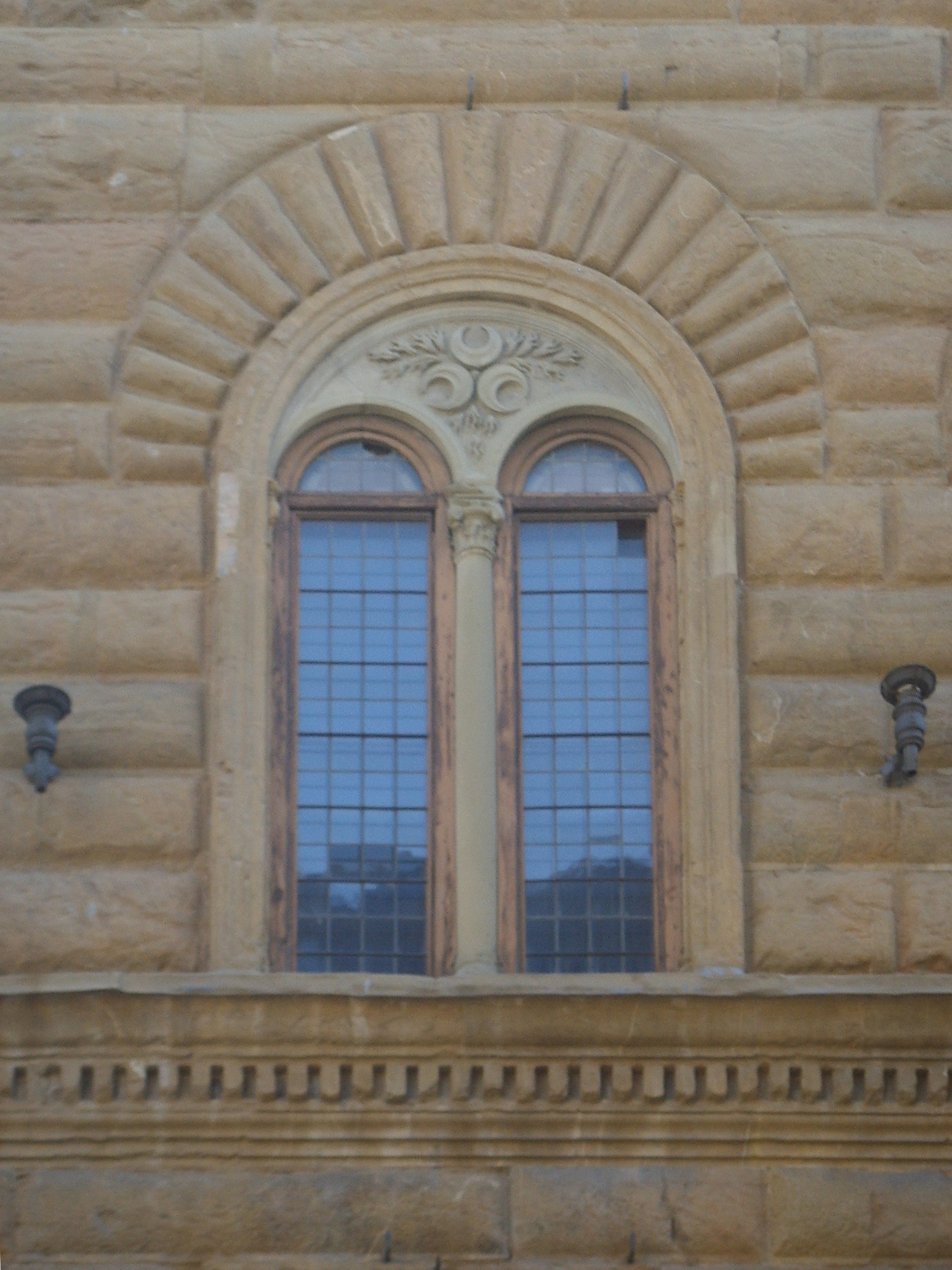
Baie géminée renaissance, Palais Strozzi, Florence (Italie)